# Куп европских шампиона у рагбију 1998/99.
Куп европских шампиона у рагбију 1998/99 из спонзорских разлога познат и као "Хајникен куп" 1998/99 (службени назив: 1998–99 Heineken Cup) је било 4. издање овог најелитнијег клупског рагби такмичења Старог континента.
Клубови из Енглеске нису учествовали због сукоба са европском рагби фецерацијом. 16 тимова из 6 земаља било је подељено у 4 групе. У завршну фазу прошла су 4 француска рагби клуба, 2 тима из Ирске и 2 тима из Велса. У финалу је на стадиону "Ленсдаун роуд" пред 49 000 гледалаца у Даблину, Алстер победио француски клуб Коломиерс. Тако је тим из Северне Ирске постао први ирски тим који се окитио титулом европског првака.

## Учесници
- Стад Франс  Француска
- Бордо бегл  Француска
- Перпињан  Француска
- Тулуз (рагби јунион)  Француска
- Коломиерс  Француска
- Петрарка Падова  Италија
- Бенетон Тревизо (рагби јунион)  Италија
- Манстер рагби  Република Ирска
- Ленстер рагби  Република Ирска
- Алстер рагби  Северна Ирска
- Единбург риверс  Шкотска
- Глазгов каледонијанс  Шкотска
- Понтиприд РФК  Велс
- Нет РФК  Велс
- Љанели РФК  Велс
- Енв вејл РФК  Велс

## Групна фаза
16 рагби клубова било је подељено у 4 групе. Играло се двокружно, 2 бода се добијало за победу и 1 бод за нерешено. Групна фаза се играла од 18. септембра до 8. новембра 1998.
Група 1
Љанели - Ленстер 27-33
Бордо - Стад Франс 28-39
Ленстер - Стад Франс 17-28
Љанели - Бордо 22-10
Ленстер - Бордо 9-3
Стад Франс - Љанели 49-3
Стад Франс - Ленстер 56-31
Бордо - Љанели 48-10
Љанели - Стад Франс 17-13
Бордо - Ленстер 31-10
Ленстер - Љанели 27-34
Стад Франс - Бордо 34-21
Група 2
Манстер - Петрарка 20-13
Нет - Перпињан 33-51
Манстер - Нет 34-10
Перпињан - Петрарка 67-8
Перпињан - Манстер 41-24
Петрарка - Нет 28-17
Нет - Манстер 18-18
Петрарка - Перпињан 6-14
Манстер - Перпињан 13-5
Нет - Петрарка 16-3
Перпињан - Нет 60-24
Петрарка - Манстер 21-35
Група 3
Алстер - Единбург 38-38
Тулуз - Ебв вејл 108-16
Единбург - Ебв вејл 41-17
Тулуз - Алстер 39-3
Евб вејл - Алстер 28-61
Единбург - Тулуз 25-29
Алстер - Тулуз 29-24
Ебв вејл - Единбург 16-43
Алстер - Ебв вејл 43-18
Тулуз - Единбург 23-11
Ебв вејл - Тулуз 19-11
Единбург - Алстер 21-23
Група 4
Бенетон - Коломиерс 19-22
Глазгов - Понтиприд 21-43
Понтиприд - Коломиерс 32-27
Бенетон - Глазгов 34-15
Понтиприд - Бенетон 13-22
Коломиерс - Глазгов 34-16
Коломиерс - Понтиприд 35-21
Глазгов - Бенетон 40-27
Бенетон - Понтиприд 33-19
Глазгов - Коломиерс 26-17
Коломиерс - Бенетон 41-7
Понтиприд - Глазгов 32-3

## Завршница такмичења
Алстер је до финала дошао тако што је победио Тулуз и Стад Франс, а Коломиерс је савладао Манстер и Перпињан. У финалу у Даблину 30. јануара 1999, Алстер је победио Коломиерс са 21-6. Занимљиво је да у финалу није постигнут ниједан есеј.
Четвртфинале
Алстер - Тулуз 15-13
Перпињан - Љанели 34-17
Стад Франс - Понтиприд 71-14
Коломиерс - Манстер 23-9
Полуфинале
Алстер - Стад Франс 33-27
Коломиерс - Перпињан 10-6
Финале
Алстер - Коломиерс 21-6